# Kỹ thuật hóa học
Kỹ thuật hóa học là một trong những ngành của lĩnh vực khoa học ứng dụng khoa học cơ bản ( bao gồm vật lý và hóa học) và khoa học sự sống (bao gồm vi sinh vật học và hóa sinh) cùng với toán học ứng dụng và kinh tế để tạo ra, chuyển hóa, vận chuyển, và sử dụng hóa chất, vật liệu và năng lượng đúng cách. Về cơ bản, các kỹ sư hóa học thiết kế các quy trình quy mô lớn để chuyến đổi các hóa chất, vật liệu thô, các tế bào sống, vi sinh vật và năng lượng thành các dạng và sản phẩm hữu ích.
Kỹ thuật hóa học là một lĩnh vực khoa học và công nghệ nghiên cứu và ứng dụng những kiến thức hóa học và kỹ thuật vào quá trình sản xuất các sản phẩm hóa học phục vụ công nghiệp và đời sống.
Những sinh viên tốt nghiệp đại học ngành Kỹ thuật hóa học có thể làm việc trong các lĩnh vực chính sau:
- Giảng dạy trong các trường đại học, cao đẳng, trung cấp...
- Làm việc ở các viện nghiên cứu
- Làm việc trong các lĩnh vực:

1. Sản xuất các sản phẩm vô cơ (hoá chất vô cơ, phân bón, màu cho sơn, gốm sứ...)
2. Sản xuất các sản phẩm hữu cơ (polymer, phim mỏng, vải sợi, thuốc nhuộm, thuốc phóng, thuốc nổ...).
3. Lĩnh vực vật liệu (ăn mòn và chống ăn mòn, pin khô, pin ướt,...).
4. Mạ điện, luyện kim và nguyên liệu cho các quá trình công nghiệp
5. Ngành công nghệ thực phẩm
6. Ngành công nghiệp lên men sản xuất các chất kháng sinh, thực phẩm bổ sung v.v...
7. Công nghệ sinh học ứng dụng
8. Xử lý chất thải, xử lý ô nhiễm môi trường v.v...
9. Sản xuất sạch và công nghệ năng lượng sạch như năng lượng mặt trời, năng lượng hạt nhân v.v...